# Coelorhachis gloriae
Coelorhachis gloriae là một loài tò vò trong họ Ichneumonidae.